# یوهان ریدرر
یوهان ریدرر (آلمانی: Johann Riederer؛ زادهٔ ۳۰ دسامبر ۱۹۵۷) تیرانداز اهل آلمان بود.
وی در مسابقات کشوری و بین‌المللی در مجموع برندهٔ ۱ مدال برنز شده‌است.